# Ljudnivå
1. Tystnad;
2. Hörbart ljud;
3. Atmosfärstryck;
4. Ljudtryck

Ljudtrycksdiagram:

Ett ljuds ljudnivå (ljudvolym eller ljudtryck) är dess styrka uttryckt i decibel (dB). Ljudets styrka kan uttryckas i olika fysikaliska storheter, så som ljudtryck och ljudintensitet. Man talar därför om ljudtrycksnivå och ljudintensitetsnivå, etc.
Ljudnivån är relativ på så vis att det för mätning behövs ett referensvärde. Detta är valt så att det är i närheten av hörseltröskeln (vid frekvensen 15 Hz), vilket är det svagaste ljud en normalhörande människa kan uppfatta. För ljudintensiteten ligger detta värde för människor runt {\displaystyle 10^{-12}{\mathrm {W}  \over \mathrm {m} ^{2}}}.

## Matematiskt uttryck
Ljudnivån för ljudintensiteten uttrycks matematiskt som 
{\displaystyle L_{I}=10\log _{10}{I \over I_{0}}{\mbox{ dB}}}, där {\displaystyle I} är ljudintensiteten för det ljud vars ljudnivå mäts och {\displaystyle I_{0}} är referensvärdet.
Om ljudtryck används så gäller istället
{\displaystyle L_{p}=10\,\log _{10}\left({\frac {{p}^{2}}{{p_{0}}^{2}}}\right)=20\,\log _{10}\left({\frac {p}{p_{0}}}\right){\mbox{ dB}}}
där {\displaystyle p} är ljudtrycket (egentligen dess effektivvärde, kvadratiskt medelvärde) och {\displaystyle p_{0}=2\cdot 10^{-5}} Pa är referensvärdet.  Ljudtryckets effektivvärde är relaterat till ljudsignalens amplitud - för en ton är förhållandet dem emellan {\displaystyle 1/{\sqrt {2}}}.
Referensvärdena är satta så att {\displaystyle L_{I}\approx L_{p}}.

## Mätning
Ljudnivån mäts med en ljudnivåmätare, som består av en mikrofon och en signalanalysdel. Mikrofonen plockar upp ljudtrycket och gör om den till en elektrisk signal. Signalanalysdelen gör bland annat om signalen till effektivvärde och logaritmerar. Vanligen är ljudnivåmätaren även innehållande ett A-filter som ger ett dB-A värde.